# Pinigir
Pinigir o també Pinikir, Pirengir i Parakaras era una deessa elamita que va tenir una gran importància durant l'època de la dinastia d'Awan (2500 aC - 2100 aC).
Més tard el seu nom es troba molt poc als textos elamites però pren molta força entre els hurrites i es va fer present a diverses mitologies del pròxim orient antic. Els historiadors moderns la consideren una «deïtat cosmopolita».
Juntament amb Humbam formava la parella principal dels déus elamites en un primer temps. Després va perdre importància i va ser substituïda per la deessa Kiririsha.
Era una deïtat astral, que segurament representava el planeta Venus, i se la considerava deessa del sexe i de l'amor. Segons una placa de bronze trobada a Susa, a Elam era també una deessa guerrera. A les religions hurrita i hitita era la protectora dels cavalls de guerra. De vegades era una divinitat masculina, i així se la representa als relleus de Yazılıkaya. De vegades se la representava en forma de disc.
Durant el regnat d'Untash-Napirisha (circa 1275 aC-1240 aC) es va construït un temple dedicat a Pinigir a Dur Untash (Chogha Zanbil) prop del zigurat. El rei hi va col·locar una estàtua d'or de la deessa. Durant el regnat d'Assurbanipal els seus exèrcits van saquejar Susa, i van prendre tots els tresors del temple abans de destruir-lo.
Els hitites van adoptar dels hurrites la deessa Pinigir, i la invocaven quan criaven els cavalls de guerra perquè fossin aptes per estirar els carros. També se la invocava en un ritual màgic que tenia per finalitat combatre l'insomni.